# Endothyrina
Endothyrina es un suborden de foraminíferos (clase Foraminiferea, o Foraminifera) cuyos taxones han sido tradicionalmente incluidos en el suborden Fusulinina del orden Foraminiferida, o bien en el orden Fusulinida de la clase Foraminifera. Su rango cronoestratigráfico abarca desde el Givetiense (Devónico medio) hasta el Changhsingiense (Pérmico superior).

## Discusión
Clasificaciones más recientes incluyen Endothyrina en el orden Endothyrida, de la subclase Fusulinana, de la clase Fusulinata.

## Clasificación
Endothyrina incluye a las siguientes superfamilias:
- Superfamilia Biseriamminoidea
- Superfamilia Bradyinoidea
- Superfamilia Endoteboidea
- Superfamilia Endothyroidea
- Superfamilia Globivalvulinoidea
- Superfamilia Loeblichioidea
- Superfamilia Palaeotextularioidea
- Superfamilia Tetrataxoidea